# Maubec, Isère
Maubec är en kommun i departementet Isère i regionen Auvergne-Rhône-Alpes i sydöstra Frankrike. Kommunen ligger i kantonen Bourgoin-Jallieu-Sud som tillhör arrondissementet La Tour-du-Pin. År 2022 hade Maubec 1 920 invånare.

## Befolkningsutveckling
Antalet invånare i kommunen Maubec
Referens:INSEE